# Arcidiocesi di Valladolid

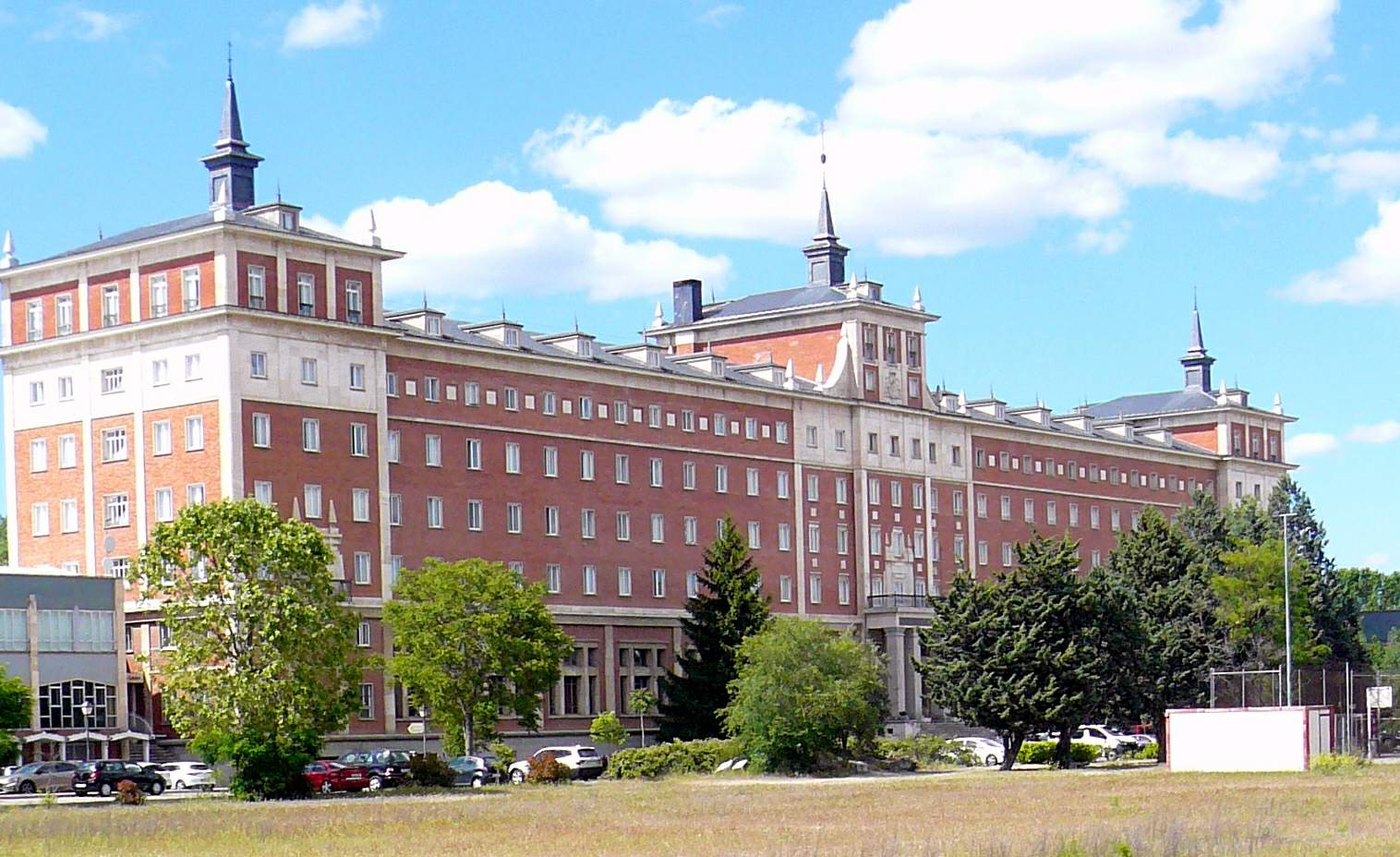
Il seminario arcivescovile di Valladolid.

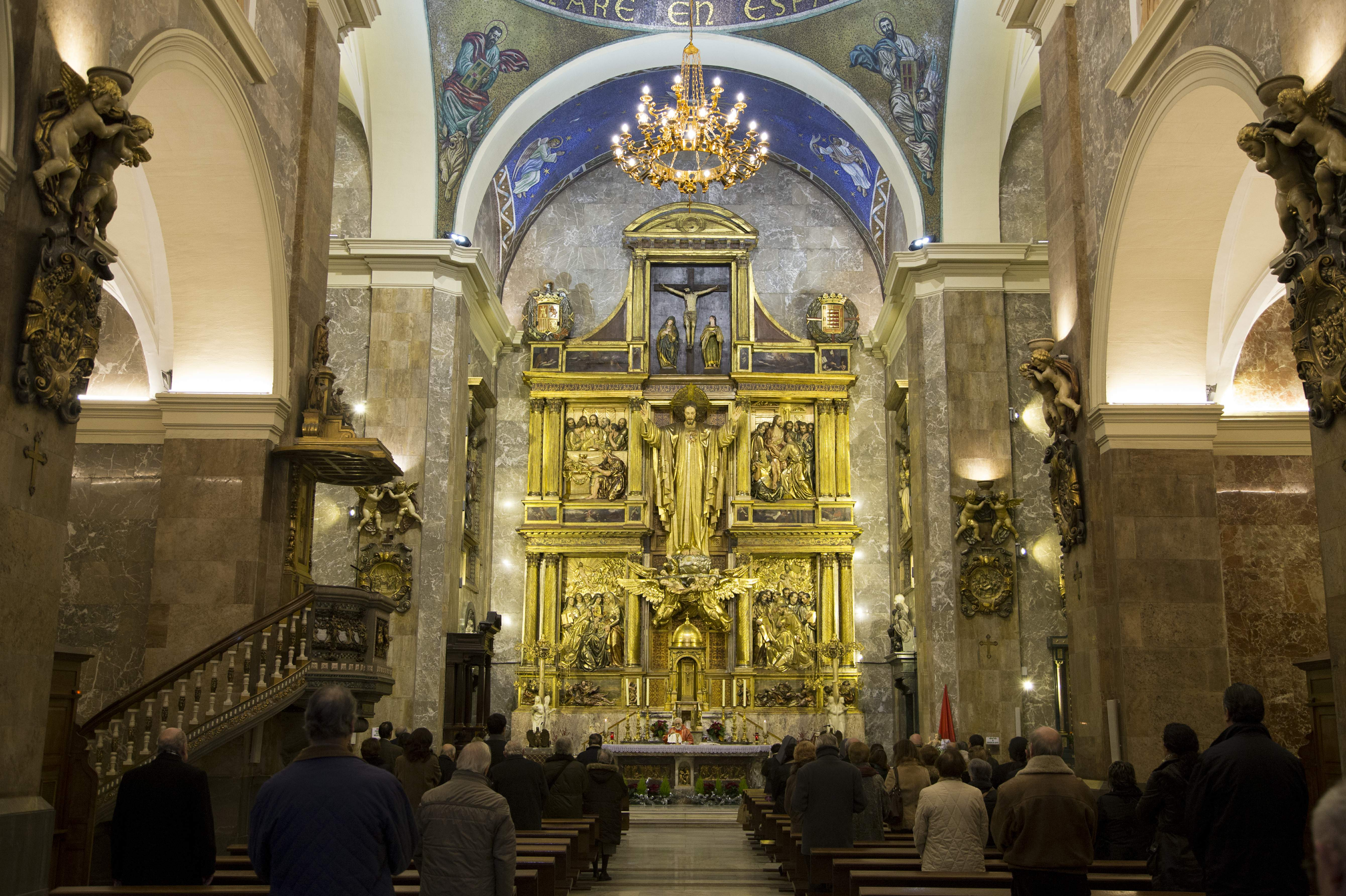
Interno del Santuario Nacional de la Gran Promesa di Valladolid.

L'arcidiocesi di Valladolid (in latino Archidioecesis Vallisoletana) è una sede metropolitana della Chiesa cattolica in Spagna. Nel 2023 contava 435.918 battezzati su 518.950 abitanti. È retta dall'arcivescovo Luis Javier Argüello García.

## Territorio
L'arcidiocesi comprende l'intera provincia di Valladolid, ad eccezione dei comuni di Roales de Campos e Quintanilla del Molar.
Sede arcivescovile è la città di Valladolid, dove si trova la cattedrale di Nostra Signora Assunta (Catedral de Nuestra Señora de la Asunción de Valladolid). Nella stessa città sorge anche la basilica minore e santuario nazionale della Gran Promessa (Santuario Nacional de la Gran Promesa).
Il territorio si estende su 8.073 km² ed è suddiviso in 302 parrocchie, raggruppate in 9 arcipresbiterati, a loro volta riuniti in 2 vicariati:
- il vicariato urbano è costituito da 4 arcipresbiterati: centro, est, ovest e sud;
- il vicariato rurale comprende 5 arcipresbiterati: Alrededores, Campos, Duero, Medina e Pinares.

### Provincia ecclesiastica
La provincia ecclesiastica di Valladolid, istituita nel 1857, comprende le seguenti suffraganee:
- la diocesi di Avila
- la diocesi di Ciudad Rodrigo
- la diocesi di Salamanca
- la diocesi di Segovia
- la diocesi di Zamora

## Storia
La diocesi di Valladolid fu eretta il 25 settembre 1595 con la bolla Pro excellenti di papa Clemente VIII, ricavandone il territorio dalla diocesi di Palencia. L'erezione della nuova diocesi poneva fine ai conflitti secolari tra gli abati di Valladolid e i vescovi di Palencia.
Il seminario diocesano fu istituito dal primo vescovo di Valladolid, Bartolomé de la Plaza, il 28 settembre 1598.
Nel 1688 fu eretta la cattedrale, di cui crollò una torre nel 1841.
A seguito del concordato fra Spagna e Santa Sede stipulato nel 1851, il 4 luglio 1857 è stata elevata al rango di arcidiocesi metropolitana in forza della bolla Vicariam Potestatem di papa Pio IX.
Intanto, nel 1855 era stato costruito il nuovo seminario diocesano.
Il 17 ottobre 1954, in forza del decreto Quum sollemnibus della Congregazione concistoriale, furono rivisti i confini dell'arcidiocesi per farli coincidere con quelli della provincia civile, in applicazione del concordato tra la Santa Sede e il governo spagnolo del 1953. L'arcidiocesi di Valladolid cedette la parrocchia di Tarazona de Guareña alla diocesi di Salamanca, ma ne acquisì ben 187, ossia tutte quelle che si trovavano entro i confini della provincia di Valladolid, ma che appartenevano alle diocesi di Avila (23), León (45), Palencia (89), Segovia (16) e Zamora (14).

## Cronotassi dei vescovi
Si omettono i periodi di sede vacante non superiori ai 2 anni o non storicamente accertati.
- Bartolomé de la Plaza † (18 dicembre 1596 - 10 ottobre 1600 deceduto)
- Juan Bautista Acevedo Muñoz † (30 aprile 1601 - 28 aprile 1606 dimesso)
- Juan Vigil de Quiñones y Labiada † (13 agosto 1607 - 18 luglio 1616 nominato vescovo di Segovia)
- Francisco Sobrino Morillas † (5 settembre 1616 - 10 gennaio 1618 deceduto)
  - Juan Fernandez de Valdivieso † (22 ottobre 1618 - ?) (vescovo eletto)
- Enrique Pimentel Zúñiga † (29 luglio 1619  - 13 febbraio 1623 nominato vescovo di Cuenca)
- Alfonso López Gallo † (29 maggio 1624 - 1º luglio 1627 deceduto)[3]
- Juan Torres de Osorio † (19 luglio 1627 - 24 settembre 1632 deceduto)
- Gregorio Pedrosa Casares, O.S.H. † (31 gennaio 1633 - prima del 26 marzo 1646 dimesso)
- Juan Merino López, O.F.M. † (18 febbraio 1647 - 24 settembre 1663 deceduto)
- Francisco de Seijas Losada † (23 giugno 1664 - 30 giugno 1670 nominato vescovo di Salamanca)
- Jacinto de Boada y Montenegro † (22 dicembre 1670 - prima del 13 maggio 1671 deceduto)
- Gabriel de la Calle y Heredia † (1º luglio 1671 - 4 gennaio 1679 deceduto)
  - Sede vacante (1679-1683)
- Diego de la Cueva y Aldana † (24 maggio 1683 - 28 luglio 1707 deceduto)
- Andrés Orueta Barasorda † (3 ottobre 1708 - 3 marzo 1716 deceduto)
- José de Talavera Gómez de Eugenio, O.S.H. † (2 settembre 1716  - 5 novembre 1727 deceduto)
- Julián Domínguez y Toledo † (10 maggio 1728 - 2 giugno 1743 deceduto)
- Martín Delgado Cenarro y Lapiedra † (23 settembre 1743 - 22 dicembre 1753 deceduto)
- Isidoro Cossío Bustamante † (16 settembre 1754 - 26 febbraio 1768 dimesso)
- Manuel Rubín Celis † (14 marzo 1768 - 15 marzo 1773 nominato vescovo di Cartagena)
- Antonio Joaquín Soria † (13 settembre 1773 - 29 ottobre 1784 deceduto)
- Manuel Joaquín Morón † (26 settembre 1785 - 27 febbraio 1801 deceduto)
- Juan Antonio Pérez Hernández de Larrea † (29 marzo 1802 - 21 aprile 1803 deceduto)
- Vicente José Soto Valcárce † (26 settembre 1803 - 16 febbraio 1818 deceduto)
  - Sede vacante (1818-1824)
- Juan Baltasar Toledano † (12 luglio 1824 - 27 maggio 1830 deceduto)
- Juan Antonio Rivadeneyra † (28 febbraio 1831 - 26 giugno 1856 deceduto)
- Luis de la Lastra y Cuesta † (3 agosto 1857 - 16 marzo 1863 nominato arcivescovo di Siviglia)
- Juan de la Cruz Ignacio Moreno y Maisonave † (1º ottobre 1863 - 5 luglio 1875 nominato arcivescovo di Toledo)
- Fernando Blanco y Lorenzo, O.P. † (17 settembre 1875 - 6 giugno 1881 deceduto)
- Benito Sanz y Forés † (18 novembre 1881 - 30 dicembre 1889 nominato arcivescovo di Siviglia)
- Mariano Miguel Gómez Alguacil y Fernández † (30 dicembre 1889 - 14 settembre 1891 deceduto)
- Antonio María Cascajares y Azara † (17 dicembre 1891 - 18 aprile 1901 nominato arcivescovo di Saragozza)
- José María Cos y Macho † (18 aprile 1901 - 17 dicembre 1919 deceduto)
- Remigio Gandásegui y Gorrochátegui † (22 aprile 1920 - 16 maggio 1937 deceduto)
- Antonio García y García † (4 febbraio 1938 - 15 maggio 1953 deceduto)
- José García y Goldaraz † (25 agosto 1953 - 2 luglio 1970 dimesso[4])
- Felix Romero Menjibar † (2 luglio 1970 - 21 settembre 1974 deceduto)
- José Delicado Baeza † (18 aprile 1975 - 28 agosto 2002 ritirato)
- Braulio Rodríguez Plaza (28 agosto 2002 - 16 aprile 2009 nominato arcivescovo di Toledo)
- Ricardo Blázquez Pérez (13 marzo 2010 - 17 giugno 2022 ritirato)
- Luis Javier Argüello García, dal 17 giugno 2022

## Statistiche
L'arcidiocesi nel 2023 su una popolazione di 518.950 persone contava 435.918 battezzati, corrispondenti all'84,0% del totale.
| anno | popolazione | popolazione | popolazione | presbiteri | presbiteri | presbiteri | presbiteri                | diaconi | religiosi | religiosi | parrocchie |
| anno | battezzati  | totale      | %           | numero     | secolari   | regolari   | battezzati per presbitero | diaconi | uomini    | donne     | parrocchie |
| ---- | ----------- | ----------- | ----------- | ---------- | ---------- | ---------- | ------------------------- | ------- | --------- | --------- | ---------- |
| 1950 | 200.000     | 200.000     | 100,0       | 310        | 201        | 109        | 645                       |         | 275       | 1.380     | 94         |
| 1969 | 382.112     | 382.312     | 99,9        | 743        | 422        | 321        | 514                       |         | 738       | 2.817     | 197        |
| 1980 | 472.789     | 481.054     | 98,3        | 610        | 311        | 299        | 775                       |         | 576       | 1.849     | 309        |
| 1990 | 495.000     | 499.259     | 99,1        | 625        | 322        | 303        | 792                       |         | 683       | 1.931     | 302        |
| 1999 | 443.426     | 488.620     | 90,8        | 524        | 289        | 235        | 846                       | 4       | 397       | 1.592     | 306        |
| 2000 | 450.274     | 492.032     | 91,5        | 515        | 291        | 224        | 874                       | 4       | 377       | 1.561     | 307        |
| 2001 | 440.115     | 484.261     | 90,9        | 515        | 297        | 218        | 854                       | 5       | 362       | 1.552     | 308        |
| 2002 | 446.121     | 495.690     | 90,0        | 500        | 290        | 210        | 892                       | 5       | 344       | 1.539     | 309        |
| 2003 | 442.357     | 501.157     | 88,3        | 466        | 259        | 207        | 949                       | 5       | 332       | 1.511     | 309        |
| 2004 | 455.672     | 506.302     | 90,0        | 541        | 295        | 246        | 842                       | 5       | 434       | 1.476     | 310        |
| 2010 | 453.527     | 533.561     | 85,0        | 450        | 257        | 193        | 1.007                     | 10      | 430       | 1.397     | 307        |
| 2014 | 452.217     | 532.021     | 85,0        | 408        | 237        | 171        | 1.108                     | 9       | 418       | 1.291     | 305        |
| 2017 | 444.624     | 523.088     | 85,0        | 440        | 235        | 205        | 1.010                     | 11      | 434       | 1.275     | 305        |
| 2020 | 442.609     | 520.716     | 85,0        | 402        | 215        | 187        | 1.101                     | 11      | 406       | 1.225     | 304        |
| 2022 | 434.583     | 517.360     | 84,0        | 389        | 200        | 189        | 1.117                     | 10      | 384       | 1.138     | 304        |
| 2023 | 435.918     | 518.950     | 84,0        | 356        | 189        | 167        | 1.224                     | 14      | 352       | 1.117     | 302        |